# 체조
체조(體操, gymnastics)는 신체 단련과 균형 유지를 위한 스포츠의 일종이다. 체조는 건강을 유지 또는 증진하고 나아가 체력을 향상시킬 수 있는 전신 운동으로, 크게 나누어 맨손 체조와 기계 체조, 리듬 체조가 있다. 체조는 노동이나 스포츠 활동으로 말미암아 생긴 근육의 긴장을 풀어 주거나 물질대사를 왕성하게 하는 등 그 효과가 매우 크다.

## 역사
체조는 고대 그리스에서 비롯되었으나 경기로 발전, 근대 스포츠로서 세계적으로 널리 알려진 것은 근대 올림픽 부활 이후부터다. 오늘날과 같은 체조는 19세기 초 독일에서 프리드리히 얀이라고 하는 학교 선생이 체계를 세우기 시작했다고 한다. 그중에서도 기계 체조는 여러 국제 체조 경기 대회에서 실시하고 있는 경기 종목으로, 1896년 제1회 아테네 올림픽 때부터 정식 종목으로 채택되었다. 그리고 리듬 체조는 1984년 제23회 로스앤젤레스 올림픽 때부터 정식 종목이 되었다.

## 종류

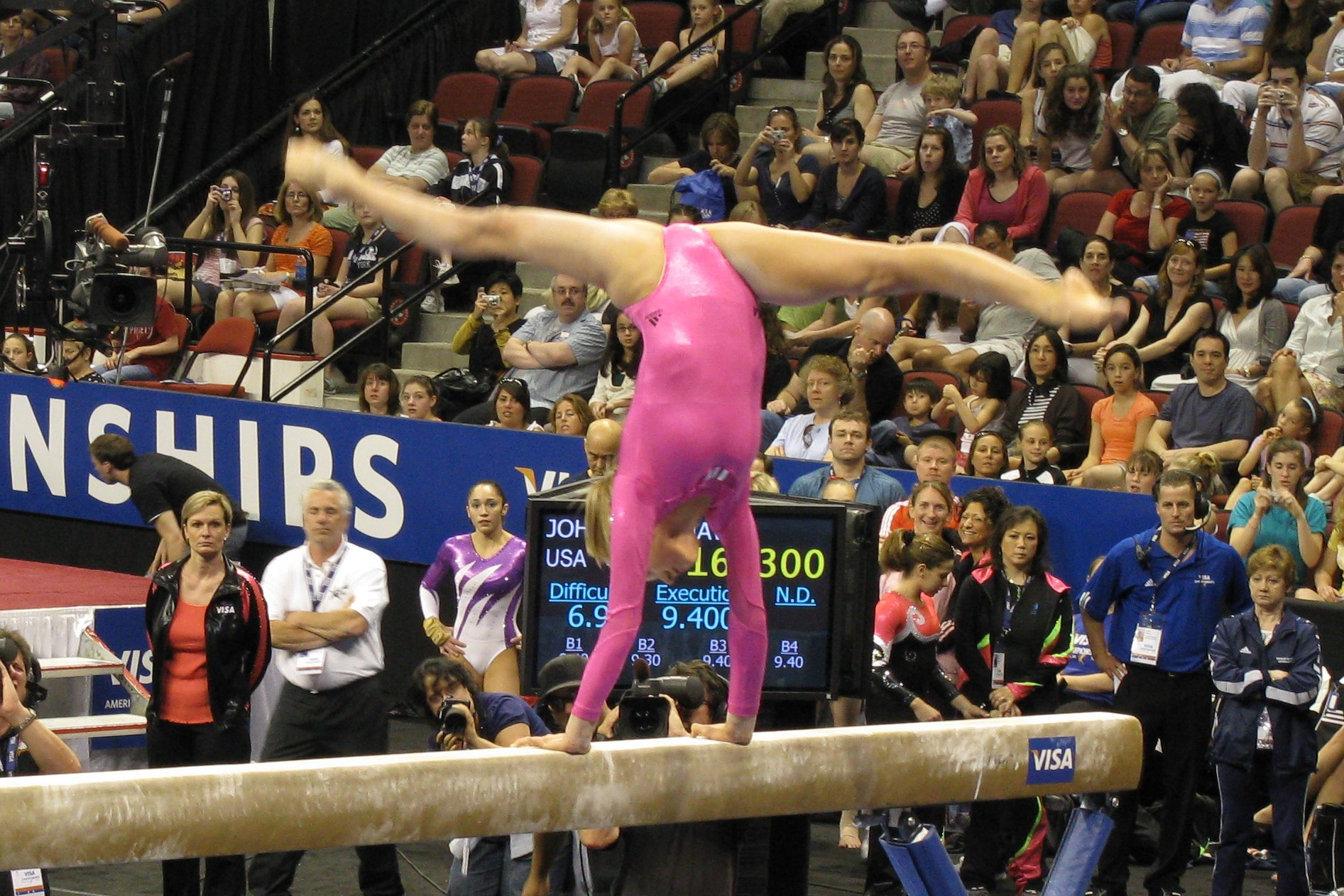
기계 체조 경기 중의 모습.

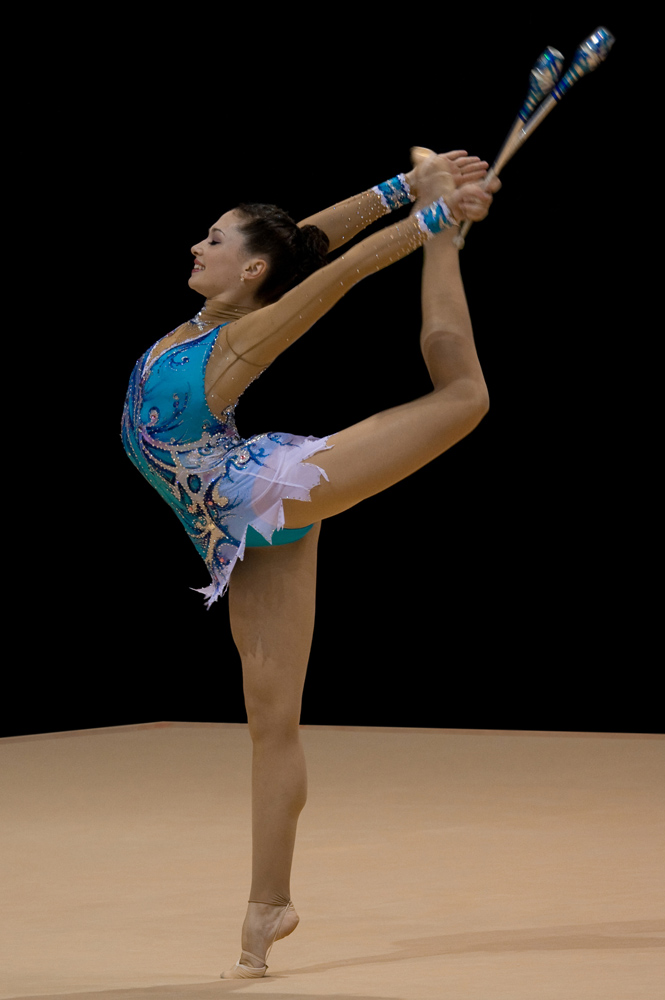
리듬 체조 경기 중의 모습.

- 맨손 체조
- 기계 체조
- 리듬 체조

## 용어
- 곧추 뛰기(Stride Vaulting Vertical Position): 도움닫기 후 발구르기를 하고 나서 뜀틀 위에서 두 손을 힘차게 아래로 누르며 일시적으로 곧추 선 자세를 취뒤 땅에 내려서는 뜀뛰기.

- 늑목(Wall Bar): 높이 약 2.5m로, 2개의 기둥 사이에 수십 개의 나무를 평행으로 가로대어 고정시킨 스웨덴 체조의 대표적인 기구.

- 돛단배(Handstand on Partners Knees): 한 사람은 누워서 무릎을 세우고 다른 한 사람은 누운 사람의 두 무릎을 두 손으로 짚고 물구나무 서는 동작.

- 레버(Lever): 철봉, 링, 평행봉, 지표면 위에서 팔힘을 이용하여 몸을 수평으로 세워 유지하는 메달린 운동. (몇몇 밀거나 균형잡는 운동도 있음.  ex.엘보우레버, 사이드레버,

- 메디신 볼(Medicine Ball): 체조 용구의 하나. 처음에는 무게 3 kg, 지름 33.35cm의 공을 사용하였으나, 오늘날 유럽에서는 무게 2~3 kg, 지름 26~28cm의 공을 사용함.

- 앤빌 코러스(Anvil Chorus): 아령 체조의 하나. 간단한 다리 운동 및 뜀뛰기 등과 함께 두 팔을 여러 방향으로 들어, 흔들거나 휘돌려 아령의 같은 끝끼리 부딪치게 하면서 실시하는 율동 체조.

- 엘리펀트 워크(Elephant Walk): 코끼리 걸음걷기. 즉, 엎드린 채 팔꿈치와 무릎을 펴고 걷는 재주.

- 워킹 스턴츠(Walking Stunts): 무릎을 구부린 채 기어다니거나, 한쪽 발끝 또는 발뒤꿈치로 직선 위를 걸어가는 등 동물 흉내내기 재주.

- 트위스트(Twist): 운동하는 도중 몸을 비틀어 방향을 바꾸는 것.

- 풋 서클(Foot Circle): 발뒤꿈치의 회전. 양손으로 철봉을 잡고 양손의 바깥 또는 안쪽에 발바닥을 대고 앞뒤로 도는 것.

- 핸드 스프링(Hand Spring): 팔 짚고 돌기. 적당한 거리에서 도움닫기를 한 후 기구 앞에서 몸을 일으켜 구르고, 두 팔을 위에서 앞으로 내리며 기구나 땅을 짚어, 몸이 앞으로 회전하는 데에 따라 손을 힘껏 밀면서 떼어 착지하는 동작.

## 같이 보기
- 곡예
- 치어리딩
- 김나시온
- 레오타드
- 세계 체조 선수권 대회